# Hum Kisi Se Kum Nahin
Hum Kisi Se Kum Nahin ist ein Hindi-Film von Nasir Hussain aus dem Jahr 1977.

## Handlung
Ein indischer Millionär verkauft sein ganzes Vermögen aufgrund der kritischen Lage in Afrika und wechselt es in Diamanten. Mit diesen Diamanten will er in seine Heimat zurückkehren, erleidet jedoch bei einem Zwischenhalt in Beirut einen Herzinfarkt. Noch vor seinem Tod übergibt er die wertvollen Steine dem vertrauenswürdigen Seth Kishorlal, der ebenfalls nach Indien reist, um diese seinem Sohn Rajesh zu geben.
Kaum im Besitz der Steine wird Seth Kishorlal von Gangstern verfolgt. Um den Gangstern zu entkommen, versteckt er die Diamanten in die Seitentasche eines Fahrrads, dessen Besitzer, Sanjay Kumar, gleich darauf davonfährt.
Der Millionärssohn Rajesh lässt sich nun von Saudagar Singh und Baljeet Kumar Dana überzeugen, Kishorlal habe die Diamanten gestohlen. Schließlich hat Rajesh die Idee, sich mit Kishorlals einzigem Kind Kajal anzufreunden, um dann an die Diamanten heranzukommen. Doch dies erweist sich als schwierig, denn Kajal ist bereits in ihren Kindheitsfreund Sanjay Kumar verliebt.
Bald stellt sich auch heraus, dass Kishorlal tatsächlich nicht im Besitz der Diamanten ist, und erzählt wahrheitsgemäß sie in eine Seitentasche mit der Aufschrift S.K. versteckt zu haben. Sanjay, der als Rajeshs Manager arbeitet, holt diese zum Vorschein. Nun ist klar, dass Saudagar Singh und sein Partner die wahren Diebe sind.
Geschickt und mit Sanjays Hilfe können sie sich gegen die hinterlistigen Gangster wehren. Somit findet alles seine Ordnung: Sanjay und Kajal sind endlich wieder vereint, Rajesh hat seine Diamanten und seine große Liebe Sunita, die vor ihrer arrangierten Hochzeit weggelaufen ist, wiedergewonnen.

## Musik
| Lied                    | Sänger                          |
| ----------------------- | ------------------------------- |
| Bachna Ae Haseeno       | Kishore Kumar                   |
| Chand Mera Dil          | Mohammad Rafi                   |
| Dil Kya Mehfil Hai      | Kishore Kumar                   |
| Hum Kisi Se Kum Nahin   | Mohammad Rafi, Asha Bhosle      |
| Hum Ko To Yaar Hai Teri | Kishore Kumar, Asha Bhosle      |
| Kya Hua Tera Vada       | Mohammad Rafi, Sushma Shreshtha |
| Mil Gaya Humko Saathi   | Asha Bhosle, Kishore Kumar      |
| Tum Kya Jano Mohabbat   | R.D. Burman                     |
| Yeh Ladka Hai Allah     | Asha Bhosle, Mohammad Rafi      |

Der Soundtrack von R. D. Burman war einer der größten Hits der 70er Jahre. Die Liedtexte schrieb Majrooh Sultanpuri.
In Shahrukh Khans Hitfilm Main Hoon Na (2004) werden unter anderem die Lieder Chand Mera Dil und Yeh Ladka Hai Allah aus Hum Kisise Kum Naheen angespielt.

## Auszeichnungen
National Film Award (1978)
- National Film Award/Bester Playbacksänger an Mohammad Rafi für den Song Kya Hua Tera Vada

Filmfare Award 1978
- Filmfare Award/Bester Playbacksänger an Mohammad Rafi für den Song Kya Hua Tera Vada
- Filmfare Award/Beste Kamera an Munir Khan
- Filmfare Award/Bestes Szenenbild an Shanti Das

Nominierungen
- Filmfare Award/Bester Nebendarsteller an Tariq
- Filmfare Award/Beste Musik an Rahul Dev Burman